# Bettystown

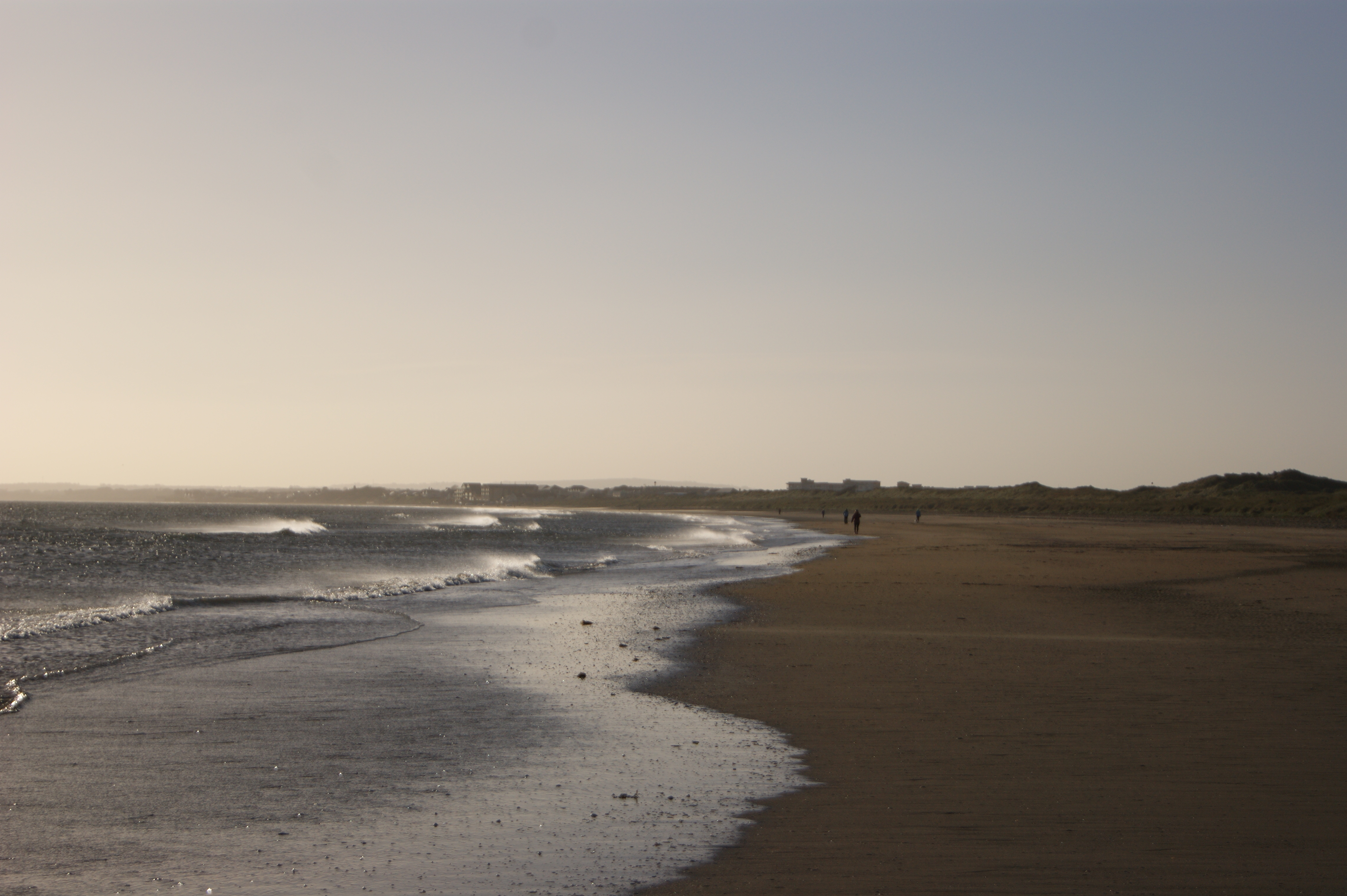
La plage.

Bettystown (en irlandais, Baile an Bhiataigh), autrefois Betaghstown puis Beattystown/Bettystown, est un village de l'East Meath, entité du comté de Meath, en Irlande.  

## Administration
Avec les villages de Laytown et Mornington la localité constitue la zone de recensement de Laytown-Bettystown-Mornington d'une population de 10 889 habitants en 2011 passée à 11 872 habitants (avec Donacarney) en 2016.
Pendant la Celtic Tiger, avec l'augmentation des prix de l'immobilier à Dublin, Bettystown accueille un grand nombre de navetteurs et se développe. La région était bien connue avant cela en tant que lieu de villégiature d'été, avec un certain nombre de parcs à caravanes et de divertissements en bord de mer.
En 2007, il a été annoncé dans le cadre des révisions des limites de la circonscription du Dáil de 2012, pour Bettystown et Laytown jusqu'à la rivière Nanny,  que les trois sièges de la circonscription de Meath East passeraient à la circonscription des cinq sièges de Louth.

## Transports
La ligne Dublin and Drogheda Railway a ouvert le 25 mai 1844 avec une gare à Bettystown. Cependant, cette gare ferme peu après, en novembre 1847. 
Depuis, le village est desservi par la gare de Laytown, également ouverte sur la ligne de la Dublin and Drogheda Railway le 25 mai 1844 (renommée Laytown & Bettystown en 1913). 
La ligne D1 des Bus Éireann dessert Laytown et Drogheda via Bettystown.

## Enseignement
Deux écoles primaires sont en service à Laytown / Bettystown qui suivent une philosophie catholique. Il s'agit de Scoil Oilibhéir Naofa (ouverte en 2005) et de Scoil an Spioraid Naomh Senior School.
Deux écoles multiconfessionnelles sont implantées à l'extérieur de la ville et desservent l'East Meath et le sud de Drogheda. Il s'agit de l'école nationale Le Cheile Educate Together et de Gaelscoil an Bhradain Feasa. L'école nationale Le Cheile Educate Together est située sur des terrains fournis par une autre école du sud de Drogheda, Drogheda Grammar.
Une école secondaire, Coláiste na hInse, a été construite à Laytown en 2008.

## Loisirs
Au niveau des installations de loisirs se trouvent Funtasia, un parc d'attractions, un club de tennis et un terrain de golf. Funtasia est un centre d'amusement familial en salle avec bowling, billard et manèges forains.
Le Laytown & Bettystown Golf Club a célébré ses 100 ans en 2009. Plusieurs membres du club ont remporté des titres nationaux.
L'Irlande a organisé les championnats d'Europe de Land Sailing (char à voile) en septembre 2017 sur la plage de Bettystown. Plus de 100 sportifs européens ont concouru au cours de cette période de 5 jours de compétitions,.
La plage de Bettystown accueille chaque année le concours national Sandcastle (châteaux de sable) de sculpture sur sable en Irlande depuis 2003.

## Archéologie
La broche dite Broche de Tara a été trouvée en 1850 sur la plage à Bettystown. Elle est visible au National Museum of Ireland à Dublin.

## Personnalités liées à la commune
- Evan Ferguson (2004-), footballeur irlandais né à Bettystown.